# Chris Pérez
Christopher Gilbert Pérez (San Antonio, Texas, 14 de agosto de 1969), conocido como Chris Pérez, es un guitarrista estadounidense.
Es conocido por haber sido el guitarrista principal de la banda tejana Selena y Los Dinos. Se casó con la líder del grupo, Selena, el 2 de abril de 1992. Pérez creció en San Antonio, Texas como uno de los dos hijos de Gilbert Pérez y Carmen Medina. En 1986, comenzó su mandato uniéndose a la banda de Shelly Lares. A finales de la década de 1980, Pérez era reconocido entre los músicos tejanos por sus habilidades con la guitarra. Esto llamó la atención de A.B. Quintanilla III; en ese momento, A.B. buscaba otro guitarrista para la banda que producía, Selena y Los Dinos. Entre uno y dos años después de que Pérez se uniera a la banda, él y Selena comenzaron una relación personal.
El padre de Selena, Abraham Quintanilla, los obligó a terminar su relación porque sentía que la imagen de Pérez podría dañar la carrera de Selena. Ignoraron sus amenazas de que disolvería el grupo y continuaron su relación. Abraham despidió a Pérez de la banda, prohibiéndole a Selena ir con él. Pérez se casó con Selena en 1992. El 31 de marzo de 1995, Selena fue asesinada a tiros por su ex amiga y ex gerente de sus boutiques, Yolanda Saldívar. El asesinato de Selena devastó enormemente a Pérez, quien comenzó a abusar de las drogas y el alcohol.
Pérez formó Chris Pérez Band y comenzó a escribir canciones para su álbum debut. Firmaron con Hollywood Records y lanzaron su primer álbum, Resurrection, que ganó un premio Grammy al Mejor Álbum de Rock Latino o Alternativo. La banda se disolvió después del lanzamiento de su segundo álbum, Una Noche Más (2002). Pérez continuó en el negocio de la música y tocó frecuentemente con los grupos de AB, los Kumbia Kings y los Kumbia All Starz. Dejó ambos grupos y formó otra banda (el Chris Pérez Project, que incluía al cantante estadounidense Angel Ferrer) en 2010. En 2012, Pérez escribió un libro sobre su relación con Selena, titulado Para Selena, con amor.

## Primeros años
Christopher Pérez nació el 14 de agosto de 1969 en San Antonio, Texas, hijo de Gilbert Pérez, programador informático, y Carmen Medina. Es de ascendencia mexicano-estadounidense. Los padres de Pérez se divorciaron en 1974, cuando él tenía cuatro años. Su madre se volvió a casar en 1978.
Pérez aprendió a tocar la trompa en la escuela secundaria y se unió a la banda de concierto de su escuela con el apoyo de su madre. Decidió aprender por sí mismo a tocar la guitarra eléctrica a pesar de la desaprobación de su madre debido a los estereotipos negativos asociados con el mundo del rock and roll. Los músicos favoritos de Pérez eran Van Halen, Mötley Crüe, Def Leppard, Kiss, the Scorpions, Ozzy Osbourne y Iron Maiden. También llegó a admirar a Ricky Martin durante la década de 1990. Muchos de sus solos de guitarra están inspirados en Carlos Santana.
Pérez quería huir a Los Ángeles, California para formar una banda de rock cuando tenía diecisiete años. En ese momento, compartía apartamento con su padre y trabajaba en una biblioteca. Tony Lares le pidió a Pérez que se uniera a la banda de su prima Shelly Lares en 1986. Lares le dijo a Pérez que Shelly tocaba música tejana, una mezcla de música folclórica tradicional mexicana, polcas y música country cantada en español o inglés. A Pérez no le gustaba la música tejana y escribió en To Selena, With Love que se unió a la banda de Shelly con "resistencia reticente" porque este trabajo pagaba más que trabajar en la biblioteca. Se convirtió en el director musical de Shelly después de que Tony dejó el grupo, y coescribió tres canciones para el álbum debut de Shelly en 1989. Su forma de tocar la guitarra recibió una acogida positiva por parte de la banda y sus fans. Por esta época, también formó una banda de rock con dos amigos y planeaba dejar la banda de Shelly.

## Carrera

### 1989–1995: Selena y Los Dinos
Roger García, el guitarrista principal de Selena y Los Dinos, se casó y dejó el negocio de la música en 1989. El bajista del grupo, AB Quintanilla III, había escuchado cosas buenas sobre Pérez de otros grupos tejanos. Él y otros miembros de la banda fueron a ver a Pérez ensayar con Shelly. Quintanilla invitó a Chris a una de las actuaciones de Selena y le preguntó si estaba interesado en tocar con Selena y Los Dinos. Pérez aceptó, basando su decisión en el sonido de Los Dinos, que era más "moderno y sofisticado" que otras bandas tejanas, y esperaba aprender más sobre arreglos musicales de AB, cuyo trabajo admiraba.
Pérez audicionó para el manager del grupo, el padre de AB, Abraham Quintanilla Jr. A Abraham inicialmente no le gustaba la imagen rockera de Pérez e insistió en que cambiara su apariencia para la banda. Abrahan Quintanilla temía que aceptar a Pérez en el grupo pudiera afectar la "imagen perfecta" de su hija Selena y arruinar su carrera. AB convenció a su padre para que aceptara a Pérez, y animó a Pérez a explorar diferentes géneros musicales y moldear sus sonidos a sus propios gustos. Pérez y AB se hicieron amigos cercanos y ocasionalmente colaboraron en la escritura de canciones para la siguiente grabación de Selena. Pérez, como Selena, sabía poco español, y el teclista principal Ricky Vela fue su tutor.

#### Relación con Selena
En 1989 Pérez y AB escribieron el jingle comercial de Coca-Cola de Selena. Después de que la compañía aceptó la letra y Selena filmó el comercial, AB invitó a la banda a unas vacaciones en Acapulco, México. Durante el viaje Pérez se dio cuenta de que se sentía atraído por Selena aunque tenía una novia en San Antonio. Pérez pensó que lo mejor para ambos era intentar distanciarse de ella, pero le resultó difícil y decidió intentar construir una relación con ella. Expresaron sus sentimientos el uno por el otro en un restaurante Pizza Hut y poco después se convirtieron en pareja. Ocultaron su relación a su padre por temor a que Abraham intentara separarlos. Esto estresó a Selena, quien no quería ocultar sus sentimientos.
Suzette terminó denunciando la relación a Abraham, quien bajó a Pérez del autobús y le informó que todo había terminado. La pareja continuó su relación en secreto a pesar de la desaprobación de Abraham. Selena tuvo esperanzas del hecho de que su madre Marcella aprobaba su noviazgo, hasta un día en que Abraham detuvo el autobús turístico y fue a la parte de atrás donde estaban sentados Pérez y Selena. Él gritó que su relación había terminado y Selena le gritó. Pérez intentó calmarlos a ambos, pero se unió a la discusión luego de que Abraham lo insultara llamándolo "cáncer en mi familia". Finalmente Abraham amenazó con disolver el grupo si no se separaban. Intimidados, Selena y Pérez retrocedieron. Abraham lo despidió de la banda e impidió que Selena se escapara con él, dejando a Selena extremadamente devastada y desconsolada.
Después de que Pérez fue despedido de la banda, volvió a vivir con su padre y comenzó a tocar música donde podía. Escribió que "libre de esa situación estresante con su padre y los demás miembros de Los Dinos, comencé a disfrutar de mi vida nuevamente". Selena, sin embargo, sufrió por su separación y los dos intentaron mantenerse en contacto mientras ella estaba de gira. En la mañana del 2 de abril de 1992, Selena golpeó la puerta de su habitación de hotel. Ella entró a la fuerza y comenzó a llorar, diciendo que no podía seguir sin él. Selena quería casarse ese día, pero Pérez argumentó que no era lo correcto en ese momento. Selena insistió en que su padre nunca aceptaría su relación y no asistiría a ninguna boda que planearan. Pérez estuvo de acuerdo y se fugaron en el condado de Nueces, Texas.
Selena estaba segura de que su padre los dejaría en paz si se casaran y podrían estar juntos abiertamente. Planearon mantener la fuga en secreto hasta que ella encontrara el momento adecuado para revelar su matrimonio, pero los medios anunciaron su fuga por radio pocas horas después de la ceremonia matrimonial. La familia de Selena intentó localizarla. Abraham no tomó bien la noticia y se alejó por un tiempo. Selena y Pérez se mudaron a un apartamento en Corpus Christi hasta que Abraham se acercó a ellos, se disculpó, aceptó el matrimonio y Pérez volvió a la banda.
Pérez se convirtió en un miembro plenamente aceptado de la familia Quintanilla después del matrimonio, y Abraham le pidió a Pérez que escribiera canciones para una banda de rock que dirigía después de abrir un estudio de grabación, Q-Productions, a finales de 1993. Esa colaboración resultó en una grabación póstuma de Selena cuando el vocalista principal de ese grupo de rock, Nando "Guerro" Domínguez, fue a la casa de Selena para comenzar una grabación. Pérez estaba terminando la sesión de grabación varias horas después cuando Selena pidió grabar el demo de Domínguez. Su versión de la canción fue inédita hasta 2004, cuando se agregó a su álbum recopilatorio póstumo Momentos Intimos como "Puede Ser". AB escribió "Ya No", la última grabación del álbum de estudio de Selena Amor Prohibido (1994). Quería convertirlo en una canción de rock y pidió la ayuda de Pérez.

### 1995–1998: Después de Selena, nuevo matrimonio y paternidad
En la primavera de 1995, Abraham descubrió que Yolanda Saldívar, que administraba las boutiques y el club de fans de Selena, estaba malversando dinero. Se reunieron a principios de marzo y Saldívar negó tener algo que ver con las discrepancias fiscales en los cheques que se encontraron escritos a su nombre. Selena intentó reparar su amistad con Saldívar a pesar de las advertencias de su padre. El 30 de marzo de 1995, Selena y Pérez se reunieron con Saldívar en un motel para recuperar los documentos financieros faltantes para fines fiscales. Cuando Selena y Pérez llegaron a casa, ella encontró que Saldívar no le dio los documentos correctos. Llamó a Saldívar, quien intentó convencer a Selena de que regresara sola a su habitación del motel. Pérez insistió en que ya era demasiado tarde y que no quería que Selena condujera sola de noche. Luego, Selena acordó reunirse con Saldívar a la mañana siguiente.
El 31 de marzo, Selena se levantó temprano para encontrarse con Saldívar en el motel donde se hospedaba. Se reunió con Saldívar, quien retrasó el traslado de papeles con un relato de haber sido violada en México. Selena llevó a Saldívar a un hospital local, donde los médicos no encontraron evidencia de violación. Cuando regresaron a la habitación del motel, Selena puso fin a su relación laboral de cuatro años. Cuando Selena se dio vuelta para irse, Saldívar buscó en su bolso, sacó un revólver Taurus Modelo 85 calibre 38, apuntó a Selena y apretó el gatillo. La bala entró en el omóplato derecho de Selena desde la parte posterior, perforando una arteria principal que iba desde su corazón y saliendo justo debajo de su clavícula derecha. Corrió hacia el vestíbulo del motel y se desplomó en el suelo. Cuando los empleados del motel se reunieron, ella nombró a Saldívar como su agresor. Selena fue trasladada a un hospital cercano, donde los médicos encontraron que el daño era irreparable. Fue declarada muerta al cabo de una hora.
Pérez no pudo comer durante dos días después del asesinato de su esposa. En su libro dice que cuando no podía dormir comenzó a abusar del alcohol y otras drogas, y se recluyó. Los familiares notaron que estaba perdiendo peso rápidamente. Chris se sintió culpable por no proteger a Selena de Saldívar.
En 1996, se mudó de su casa de Corpus Christi y regresó con su padre en San Antonio. John Garza le presentó a Vanessa Villanueva, y después de conocerse se convirtieron en pareja en 1998. En 2001, Pérez se casó con Villanueva y tuvieron dos hijos, un niño, Noah, y una niña, Cassie.
Aunque se rumoreaba que Villanueva no quería divorciarse y quería intentar arreglar las cosas en su relación, la pareja finalmente decidió que su relación era irreconciliable. Solicitaron el divorcio en 2008. A pesar de casarse nuevamente y tener 2 hijos, Pérez ha permanecido en contacto con los Quintanilla desde entonces después de la muerte de Selena.

### 1999–2010: Chris Pérez Band, Kumbia Kings y Kumbia All Starz
El amigo de Pérez, John Garza, se mudó con él seis meses después de la muerte de Selena. Comenzaron a escribir música, lo que Pérez encontró curativo. En 1998 formó una banda de rock con Garza, Rudy Martínez (exmiembro de La Mafia) en el bajo, el ex tecladista de Selena y Los Dinos Joe Ojeda y Jesse Esquivel en la batería. El nombre de la banda (Chris Pérez Band) fue elegido por Garza, Martínez, Ojeda y Esquivel. Chris prefería el nombre Cinco Souls, pero los otros miembros de la banda querían utilizar su "celebridad reacia". La banda firmó con Hollywood Records y fue a A&M Studios (ahora Henson Studios) en Los Ángeles para comenzar a grabar su álbum debut. Pérez escribió la canción "Best I Can" para explorar sus sentimientos por la pérdida de Selena y su lucha por continuar sin ella. La canción no estaba planeada para el álbum, por temor a que los oyentes pensaran que incluyó la pista por razones comerciales, pero Hollywood Records y la banda lo convencieron de incluirla en el álbum después de escuchar el demo.
"Another Day" (sobre la devoción a Selena) se incluyó en el álbum. Ojeda escribió "Solo Tu", una balada romántica que Pérez transformó en una canción de rock. Resurrection fue lanzado el 18 de mayo de 1999 y ganó el Premio Grammy 2000 al Premio Grammy al Mejor Álbum de Rock Latino, Urbano o Alternativo. La compañía discográfica lanzó dos sencillos promocionales (uno en inglés y otro en español: la canción principal y la balada "Por Que Tu Fuiste") a estaciones de radio con la intención de atraer a ambas audiencias. Los Angeles Times escribió que el álbum era "optimista y bailable, las letras hablan casi uniformemente de pérdida, ira, violencia y abandono". La Chris Pérez Band fue el acto de apertura de la banda mexicana Maná. En marzo de 2000, Pérez comenzó a preparar su segundo álbum de estudio. El 16 de abril, la banda lanzó su segundo y último álbum, Una Noche Más, antes de separarse. Pérez se unió a la banda de su cuñado AB, la Kumbia All Starz, en 2006 y la dejó en 2010 para formar su propia banda.  El 7 de abril de 2005, Los Dinos se reunieron en el concierto homenaje Selena ¡VIVE!.

### 2010–presente: El proyecto Chris Pérez,Para Selena, con amor, Blue Mariachi Productions
En 2010, Pérez formó un nuevo grupo (Chris Pérez Project) con el cantante puertorriqueño Angel Ferrer, lanzando "Todo es Diferente".
En marzo de 2012 Pérez publicó Para Selena, con amor, que describía su relación y sus luchas. Se había mostrado reacio a escribir el libro, diciendo que los fans le pidieron que lo escribiera. No buscó la aprobación de la familia Quintanilla para escribir Para Selena, con amor y no reveló el proyecto por temor a su reacción. Se acercó a Abraham después de terminar el libro. Abraham lo aprobó. En una entrevista con The Hollywood Reporter , Pérez dijo que escribir Para Selena, con amor lo ayudó a "seguir adelante". El libro fue elogiado por críticos y fanáticos. Para Selena, con amor disipó el rumor de que Selena estaba embarazada cuando murió (que había aparecido en informes de los medios después de su muerte).
En noviembre de 2016, Pérez anunció que a partir de su libro se haría una miniserie para televisión. Esto llevó a Abraham a presentar una demanda en su contra ya que violaba un acuerdo de propiedades patrimoniales firmado originalmente entre él y la familia dos meses después de la muerte de Selena en 1995. La demanda también desató una amarga disputa entre la familia y Pérez, quien en septiembre de 2020 se expresó en Instagram y acusó públicamente a la familia Quintanilla de borrar su legado con Selena. Suzette publicó una refutación poco después y Pérez luego se disculpó. El caso se resolvió en septiembre de 2021.
En agosto de 2021 el sello de Pérez Blue Mariachi Productions firmó su primer acto, ZEUS. El Mero Necio alias Carlton Zeus.
En diciembre de 2021, la película biográfica Selena de 1997 fue incluida en el Registro Nacional de Cine en el 25 aniversario de la película. Pérez reconoció la ocasión publicando un comunicado y una foto de una rosa blanca.

## Personalidad e influencias musicales
Según The Dallas Morning News, Hollywood.com, Justice for Selena, They Died Too Young y Selena: Como La Flor, Pérez es una persona tímida. Era la antítesis de los "niños agradables y pulcros" de Abraham Quintanilla en su carrera temprana como guitarrista de Selena y Los Dinos, un rockero rebelde y un "tipo duro de pelo largo". En una entrevista con el Corpus Christi Caller-Times, admitió su incomodidad por ser un artista. Hasta la publicación de su libro, había guardado silencio sobre su vida personal y evitado la atención de los medios. Carlos Valdez, el fiscal de distrito que procesó a Yolanda Saldívar, describió a Pérez como "tímido e incómodo cuando está en el centro de atención", y el Corpus Christi Caller-Times se hizo eco de esto. Su incapacidad para hablar de sí mismo cuando fue entrevistado también se discutió en el libro de Valdez. Valdez dijo que el negocio de la música no era un trabajo para Pérez, quien disfrutaba ser guitarrista y lo llamó su "razón de [su] existencia". Valdez lo considera "honesto, sincero y alguien en quien se puede confiar y creer".
Leila Cobo, de la revista Billboard, creía que sus estilos musicales incluían la cumbia contemporánea, que recuerda a la música producida por AB, R&B, rap y funk. Chuck Taylor, un editor de Billboard , calificó el álbum debut de The Chris Pérez Project como "un montón de elementos de rock clásico". David Cazares del Sun Sentinel calificó el álbum debut de Pérez como música de "rock promedio". El San Antonio Express-News dijo que Resurrection era una fusión de " ritmos pop rock y soul tejano". Pérez es conocido por aprovechar géneros latinos, como la cumbia y el rock latino.
En la película biográfica de 1997, Selena, Pérez fue interpretado por Jon Seda mientras que el actor Jesse Posey lo interpretó en Selena: la serie.

## Discografía

### Selena y Los Dinos
- Ven conmigo (1990)
- Entre a mi mundo (1992)
- Selena Live! (1993)
- Amor prohibido (1994)
- Dreaming of You (1995)

### Chris Pérez Band
- Resurrection (1999)
- Una Noche Más (2002)

### Kumbia Kings
- Amor, familia y respeto (1999)
- Shhh! (2001)
- All Mixed Up: Los Remixes (2002)
- 4 (2003)
- Los Remixes 2.0 (2004)
- Fuego (2004)
- Kumbia Kings Live (2006)

### Kumbia All Starz
- Ayer Fue Kumbia Kings, Hoy Es Kumbia All Starz (2006)
- Planeta Kumbia (2008)
- La vida de un genio (2010)